# Redemptor Hominis

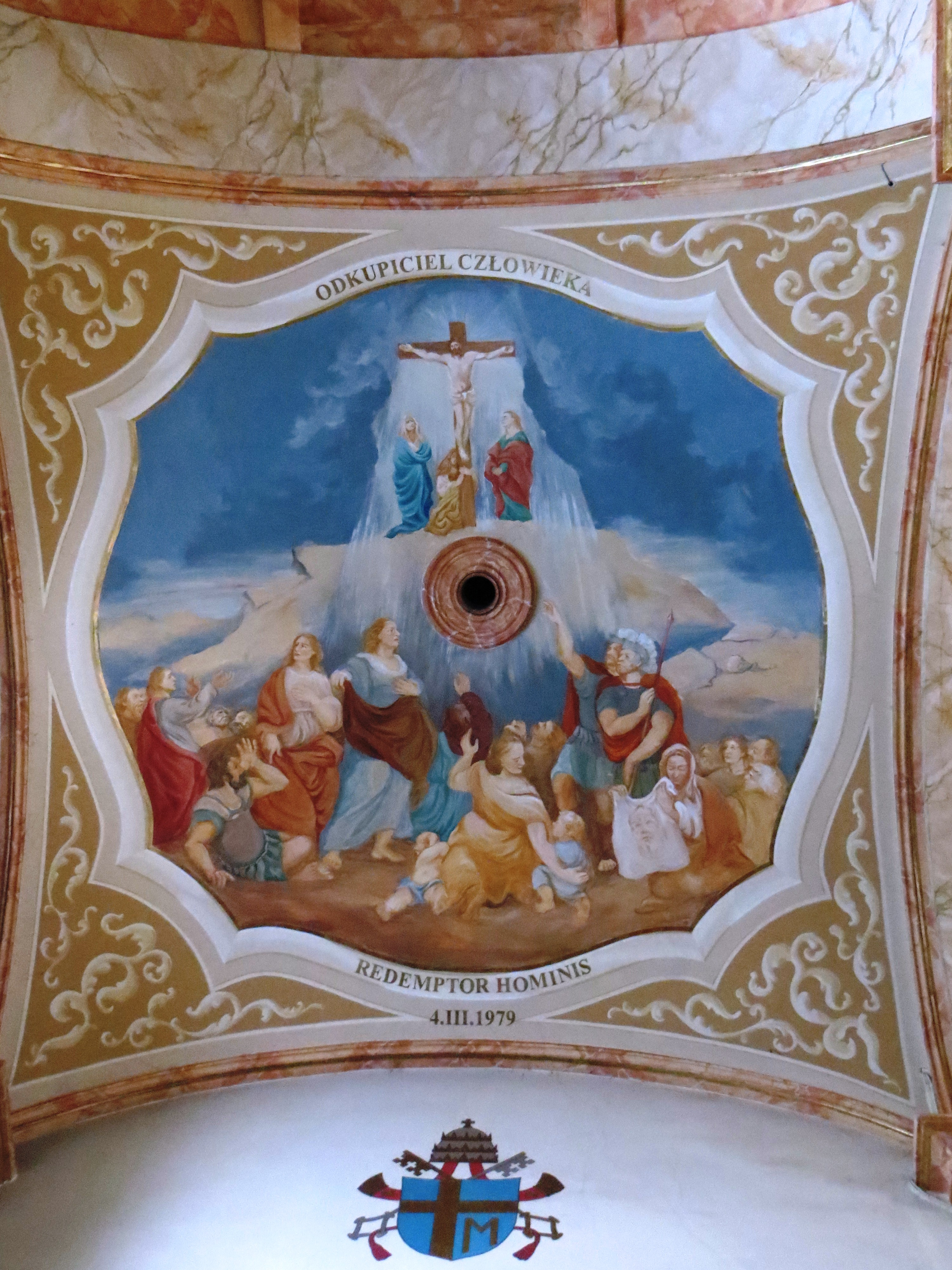
Uma visão artística da encíclica "Redemptor hominis" no teto da Basílica da Apresentação da Bem-Aventurada Virgem Maria em Wadowice.

Redemptor hominis ( lat. O Redentor do Homem ) - a primeira encíclica do Papa João Paulo II, publicada em 4 de março de 1979 e dedicada a Jesus Cristo como o Redentor.
A importância da encíclica é determinada por dois aspectos. A primeira por ter sido um documento programático do pontificado, a segunda por ter sido a primeira encíclica da história no campo da antropologia teológica.
Redemptor Hominis, como documento programático do pontificado, aborda todos os elementos de que falou o Papa na homilia proferida durante a missa de inauguração, e que foram incluídos no apelo Abra a porta a Cristo, na visão da espera do milênio vindouro, bem como no anúncio do cumprimento das decisões do Concílio Vaticano II. A posterior implementação dos pressupostos adotados na encíclica facilita a interpretação do documento, e o próprio papa, na exortação Tertio millennio adveniente publicada em 1994, chama sua primeira encíclica de chave hermenêutica do pontificado. No mesmo ano, em entrevista a Vittorio Messorini intitulada Cruzando o Limiar da Esperança, o papa disse sobre a encíclica:
Eu trouxe o conteúdo dela comigo. Eu só tive que reescrever de memória e experimentar o que vivi no início do meu pontificado. Esfriso isto porque a Encíclica reafirma, por um lado, a tradição das escolas teológicas de onde vim e, por outro, o estilo de pastoral a que me refiro. O mistério da Redenção vê-se aqui com os olhos da grande renovação do homem e de tudo o que é humano. Assim o Concílio o viu, especialmente na Gaudium et Spes.

## Endereço
A encíclica "Redemptor hominis" do Santo Padre João Paulo II, na qual, no início do seu ministério pastoral, se dirige aos seus Veneráveis Irmãos no Episcopado, aos sacerdotes, às famílias religiosas, aos queridos Filhos e Filhas da Igreja e a todas as pessoas da boa vontade.

## Conteúdo
A encíclica é composta por quatro capítulos.

### Legado
A primeira frase orienta a compreensão da redenção como uma relação pessoal entre Cristo e um homem individual, que é também um ponto de referência para o tempo e o espaço. O uso da forma singular da palavra homem ( hominis ) é a solução pela qual o papa quis evitar conceitos abstratos ( humanidade ) focando na individualidade da redenção. Logo no início, o termo "novo advento" é usado para definir o tempo de preparação para o ano 2000.
Além disso, o Papa, ao explicar o nome que escolheu, refere-se à implementação das decisões do Concílio Vaticano II e dos três papas que imediatamente precederam seu pontificado. Ele dedica particular atenção à análise da encíclica eclesiológica de Paulo VI Ecclesiam suam e ao pensamento ecumênico de João XXIII.

### O mistério da redenção
O segundo capítulo é a resposta à pergunta retórica: como seguir os caminhos traçados pelo Concílio? A resposta indicada pelo Papa é perceber que Cristo é o Redentor do homem e do mundo. Em sua análise teológica, o papa considera a redenção em vários níveis: o mundo moderno, o trabalho trinitário, a dignidade e a liberdade humana, o fenômeno da religião e o papel da Igreja.

### O homem redimido e sua situação no mundo moderno
O terceiro capítulo é uma palestra sobre antropologia teológica. Nela, o Papa chama a atenção para a individualidade da relação entre o homem e Cristo. Analisa o progresso técnico e o desenvolvimento da civilização e apresenta os benefícios e as ameaças que daí decorrem. Ele submete os sistemas jurídicos e morais contemporâneos a uma análise semelhante. Um elemento importante é também enfatizar o papel de servidor da Igreja para com o homem.

### A missão da Igreja e o destino do homem
O último capítulo é, de certa forma, orientações práticas para a Igreja resultantes das análises acima. Neste ponto, o papa se apoia sobretudo no ensinamento dos padres do Concílio Vaticano II e aponta que a Igreja é socialmente responsável por proclamar a verdade de Deus, ou seja, deve guardar o que prega. Todos os membros da Igreja são chamados a servir e fortalecer sua relação com Jesus por meio dos sacramentos, especialmente da Eucaristia e da Penitência.

## Catecismo
No Catecismo da Igreja Católica publicado em 1992, a encíclica Redemptor hominis é usada duas vezes. No ponto 519, a frase Toda a riqueza de Cristo é destinada a todos os homens, é o bem de todos os homens. Por outro lado, a chamada ao dever de missão e serviço do povo de Deus contida no ponto 783 refere-se ao quarto capítulo da encíclica.